# Junlian
Junlian  (en chino, 筠连; pinyin, Jūnlián (escuchar)ⓘ) es un condado  bajo la administración directa de la Prefectura Yibin en la Provincia de Sichuan, República Popular China. Su área es de 1256 km² y su población total para 2010 superó los 330 mil habitantes. 

## Administración
Desde diciembre de 2019, el  Condado Junlian se divide en 12 pueblos que se administran en 7 poblados, 2  villas y 3 villas étnicas. 

## Toponimia
El topónimo Junlian [/Chyn-lián/] se compone de los sinogramas Jun que significa 'bambú' y Lian que significa 'enlace'. Se estableció como condado cuando se fusionaron los antiguos territorios de Junzhou (筠州 'región Jun') y Lianzhou (连州 'región Lian').
Según Registro de los lugares famosos de Shu (蜀中名胜记); Las cuatro montañas están cubiertas de bambú (jun) , formando un paisaje uniforme y enlazado (lian), por lo que se les llamó Jun y Lian.
En Registros Generales de Sichuan (四川通志) compilados en la dinastía Qing, registra: Durante el reinado de la Emperatriz Wu de la dinastía Tang, se expandieron las fronteras y se estableció un puesto de enlace (lian) en el arroyo Kongque (孔雀溪), este puesto se encargaba de suministrar bambú (jun), y de ahí provienen los nombres Jun y Lian.